# Tukulti-ninurta I
Tukulti-Ninurta I was koning van Assyrië van 1245 - 1207 v.Chr.
Onder deze opvolger en zoon van Salmanasser I beleefde Assyrië een bloeiperiode. 

## Babyloni
Hij ging een bondgenootschap aan met Untash-napirisha van Elam, de energiekste vorst die in eeuwen op de troon in Susa gezeten had. Beiden vielen zij Kaštiliaš IV van Karduniaš aan en hoewel de Elamieten de grootste klap aan de Kassieten uitdeelden was het de Assyrische koning die 1235 Babylonië  veroverde en -zij het kortstondig- het Tweestromenland wist te herenigen. Hij nam Kastiliash gevangen en kon erop bogen dat de Perzische golf zijn grens werd, maar de Assyrische gouverneurs die elkaar in snel tempo op de troon van Babylon opvolgden kregen niet echt voet aan de grond. Na 32 jaar kwam Babylon in opstand en de Kassieten keerden terug op hun troon. 

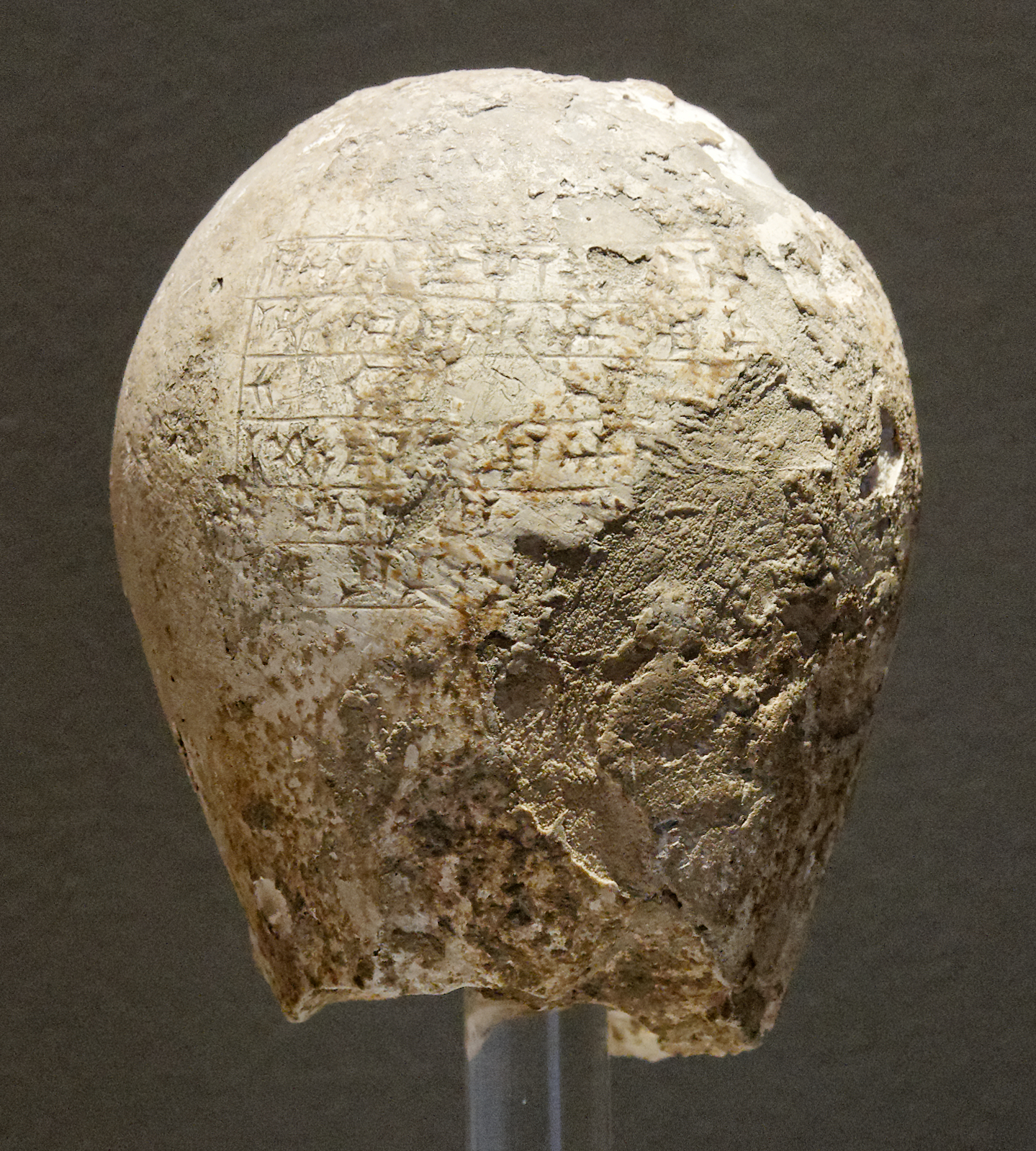
Knots met de naam van Tukulti-Ninurta I (Louvre)

De kortstondige hereniging had wel aanzienlijke culturele gevolgen en de Babylonische invloed aan het Assyrische hof nam toe. Tukulti-Ninurta pleegde een daad door zelfs door velen in Assur als rikant en zelfs godslasterlijk beschouwd werd. Hij sleepte namelijk de beelden van de goden van Babylon, waaronder Marduk zelf naar Assur, waar zij voortaan vereerd werden. De koning nam ook een aantal Babylonische geleerden mee naar Assur en een grote verzameling kleitabletten. De Babyloniërs zorgen voor een toename in het op schrift stellen van allerlei zaken. Zijn regering is daardoor veel beter gedocumenteerd dan die van zijn voorgangers. Er is zelfs een heus epos aan Tukulti-Ninurta I gewijd, een unicum in Assur, het telt zo'n 700 regels.
De bezetting van Babylon had echter ook een onverwacht gevolg. Zonder Babylonische dreiging wist Elam zich tot een geduchte concurrent te ontwikkelen.

## Hettieten
Ook aan de westgrens van het rijk was Tukulti-Ninurta actief. Samen met zijn grootvizier Assur-iddin reorganiseert hij het gebied van Hanigalbat en sticht er dunnu's een soort versterkte boerderijen die als administratief centrum en als machtscentrum dienstdoen. Een daarvan is de dunnu van Tell Sabi Abyad in de streek rond de Balich, waar Assur-iddin als onderkoning resideert en tabletten uit de vroege jaren van Tukulti-Ninurta gevonden worden.
In de tijd van Tukulti-Ninurta I werd het restant van Mitanni zo een Assyrische vazalvorstendom onder de naam Hanigalbat. Verder naar het westen lag Carchemish dat een Hettitische vazal was. Bij de troonsbestijging van Tukulti-Ninurta waren er vredelievende betrekkingen met Tudhaliya IV maar spoedig brak er oorlog uit. Een slag bij Nihriya werd een Assyrische overwinning en enige jaren later werd er in Kumahu een vredesverdrag gesloten. Vale jaren later verslechterden de betrekkingen echter weer, waarschijnlijk door toedoen van Hanigalbat dat in de buurt van de Eufraat enige steden tussen Emar en Tuttul op Carchemish veroverde: Shumu, Araziqu, Shuruwa(n)na, Enduwanna en Narkina. Dit resulteerde in enig boos briefverkeer tussen Tudhaliya en verontschuldigende, maar niet overtuigende antwoorden van Tukulti-Ninurta. Maar uiteindelijk werden de gewraakte steden netjes teruggegeven en de betrekkingen hersteld.
.
Tukulti-Ninurta was niet vies van een beetje propaganda. Hij beweert bijvoorbeeld de Hettieten tot over de Eufraat achtervolgd te hebben en 28.000 soldaten gevangengenomen te hebben. Dat moet wel vergeleken worden met een vergelijkbare veldtocht van zijn voorganger Salmanassar I, die tot aan de Eufraat gekomen was en slechts 14.000 vijanden gevangengenomen had. Precies de helft dus
Zelf kreeg Tukulti-Ninurta te maken met een opstand van zijn eigen zoon Assur-nadin-apli die hem liet vermoorden en de troon overnam. De onderlinge strijd deed het internationaal aanzien van het Assyrisch koninkrijk grote afbreuk. Ook hiervan was Elam de voornaamste begunstigde.